# Entandrophragma excelsum
Entandrophragma excelsum là một loài thực vật có hoa trong họ Meliaceae. Loài này được (Dawe & Sprague) Sprague mô tả khoa học đầu tiên năm 1910.